# Klauzule stabilizacyjne
Klauzule stabilizacyjne – klauzule zawierane w umowach między państwami a zagranicznymi inwestorami, które dotyczą zmian w prawie państwa w czasie trwania danej inwestycji. Dla przedsiębiorstw stanowią one zabezpieczenie, że państwo, w którym lokowana jest inwestycja nie dokona zmian w prawie, które mogłyby w negatywny sposób wpłynąć na tę inwestycję.

## Rodzaje klauzul
- Klauzule zamrażające (freezing clauses) – zakazują zmian w prawie danego państwa w czasie trwania i w zakresie prowadzonej inwestycji. Jeżeli dane państwo dokona zmian w prawie, które mogą okazać się niekorzystne dla inwestycji, to nie jest ona objęta tymi zmianami[1].
- Klauzule równowagi ekonomicznej (economic equilibrium clauses) – nakładają na państwo obowiązek finansowej rekompensaty zagranicznemu inwestorowi (np. poprzez odszkodowanie lub ulgi) potencjalnych / rzeczywistych strat, które mogą wyniknąć z wprowadzenia zmian w prawie, które są niekorzystne dla prowadzonych inwestycji[2].
- Klauzule hybrydowe (hybryd clauses) – stanowią kombinację klauzul zamrażających i klauzul równowagi ekonomicznej. Mechanizmy zastosowane w ramach klauzul hybrydowych (np. brak objęcia inwestycji nowymi przepisami lub finansowa rekompensata) są uzależnione od sytuacji, w której znalazł się zagraniczny inwestor[3].